# Jean Rustin

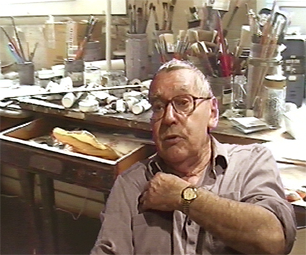
Jean Rustin

Jean Rustin (* 3. März 1928 in Montigny-lès-Metz, Département Moselle; † 24. Dezember 2013 in Paris) war ein französischer Maler.

## Leben
Jean war der Jüngste von fünf Geschwistern. Zu Beginn des Zweiten Weltkriegs 1939 floh seine Familie mit ihm zunächst ins Berry, später nach Poitiers. Dort absolvierte er seine Sekundarschulausbildung, lernte das Violinspiel und begann erste Versuche der Malerei.
1944 kehrte die Familie nach Metz zurück. Dort absolvierte er sein Baccalauréat und schuf seine ersten Gemälde. 1948 schrieb er sich bei der École des Beaux-Arts in Paris ein. Dort studierte er bis 1952, seinen eigenen Worten zufolge ohne Begeisterung. Abfällig äußerte sich über die „hunderte weiblicher und männlicher Akte“, die er malte und wieder zerstörte. Malern wie Jean Fautrier, Jean Dubuffet und Antoni Tàpies gab er den Vorzug vor der akademischen Lehre seiner Professoren.
1949 heiratete er seine Frau Elsa. Aus der Ehe gingen zwei Söhne hervor, François und Pierre.
Anfang der 1950er Jahre wandte er sich dem neuen, aus New York kommenden Action Painting zu. In den 1950er Jahren bildete sich dann jene Richtung heraus, die sich schließlich als École de Paris etablierte. Zögerlich machte man sich mit Paul Klee vertraut; einige frühe Werke Rustins lassen dessen Stil anklingen. Intensiv beschäftigte er sich in jener Zeit mit der Aquarellmalerei. Er nutzte diese Technik, um flüssig und rasch abstrakte Kompositionen aus Flecken, Piktogrammen, Kreuzen und Schraffuren in kräftigen, beißenden Farben aufs Papier zu werfen. In seiner Ölmalerei versuchte er, diese leicht hingeworfenen, scharfen und klaren Eruptionen zu wiederholen. 
Von 1959 bis 1969 stellte er seine Arbeiten in der Galerie La Roux zum Verkauf. Ab 1967 bildete er stabilere, ruhigere Formen auf der Leinwand: Räderwerke, Röhren, mechanische Elemente. La Machine infernale und La Machine électrique lauten beispielsweise Titel seiner Arbeiten. 1971 widmete ihm die Abteilung ARC des Pariser Musée d’art moderne eine Retrospektive.
Den Bruch mit seinen Sammlern wagend, vollzog er in jenem Jahr eine radikale Wende: Er begann gegenständlich zu malen, seine Bilder erzählten nun Geschichten, häufig in satirischer Form. Elsa au chat, Un crime, L′instant fatal und La Nuit des longs couteaux sind Titel von Gemälden, die mit historischen, literarischen und biografischen Andeutungen spielen. Dabei scheute er nicht vor befremdenden, sogar abstoßenden Themen, beispielsweise der Darstellung einer urinierenden Frau. 
Der Körper wurde schließlich zu seinem einzigen Thema. Grausam gestaucht oder zerteilt stellte er ihn dar, vollkommen nackt, haarlos, beobachtet im kalten Licht von fensterlosen Bade- oder Schlafsälen. Oft sind Kopf oder Geschlecht der Gestalten nicht zu erkennen; dies lässt sie noch elender erscheinen. Eine Ausstellung dieser Bilder im Kulturhaus von Créteil führte 1982 zu einem öffentlichen Skandal.
In den letzten drei Jahrzehnten seines Schaffens entwickelte er seinen Realismus zu einem objektiveren, gleichwohl klinisch-kühlen Bild des Menschen. 2001 widmete ihm die Halle Saint-Pierre in Paris eine Retrospektive. Weitere Ausstellungen gab es 2005 in Athen und 2007 in Legnano.
Jean Rustin führte ein zurückgezogenes Leben und mied die Öffentlichkeit, mit Ausnahme seiner Auftritte als Violinist.